# Masoreus wetterhallii
Masoreus wetterhallii é uma espécie de insetos coleópteros pertencente à família Carabidae.
A autoridade científica da espécie é Gyllenhal, tendo sido descrita no ano de 1813.
Trata-se de uma espécie presente no território português.